# Mairie de Saint-Ouen (métro de Paris)
Mairie de Saint-Ouen est une station des lignes 13 et 14 du métro de Paris, située sur le territoire de la commune de Saint-Ouen-sur-Seine, dans le département de la Seine-Saint-Denis. Depuis le 14 décembre 2020, elle est la seule station de métro située en dehors de Paris desservie par deux lignes de métro.

## Situation
La station de la ligne 13 se situe sous la place de la République, à l'intersection de l'avenue Gabriel-Péri, du boulevard Victor-Hugo et du boulevard Jean-Jaurès. Celle de la ligne 14 se situe légèrement plus au nord, à l'intersection du boulevard Jean-Jaurès, de la rue du Docteur-Bauer et de la rue Albert-Dhalenne. Le tunnel de la ligne 13 se situe parallèlement et au-dessus de celui de la ligne 14. Un court couloir de correspondance relie la station de cette dernière au quai de la ligne 13 en direction de Châtillon.

## Histoire
La station est ouverte le 30 juin 1952 lors du prolongement de Porte de Saint-Ouen à Carrefour Pleyel. Les travaux, commencés en 1940 et ralentis par l'Occupation ont été achevés seulement en 1950. Deux ans ont encore été nécessaires pour ouvrir le prolongement en raison d'un manque de matériel.
En 2019, selon les estimations de la RATP, la fréquentation annuelle de la station est de 4 314 548 voyageurs, ce qui la place à la 107e position des stations de métro pour sa fréquentation.
En 2020, avec la crise du Covid-19, 2 373 142 voyageurs sont entrés dans cette station ce qui la place à la 95e position des stations de métro pour sa fréquentation.
À l'occasion de l'ouverture des quais de la ligne 14, la station porte en sous-titre la mention Région Île-de-France, le siège du conseil régional d'Île-de-France étant situé 2, rue Simone-Veil à 200 mètres environ à l'ouest, dans l'écoquartier des Docks de Saint-Ouen.
En 2021, la fréquentation remonte progressivement, avec 4 830 810 voyageurs qui sont entrés dans cette station ce qui la place à la 39e position des stations de métro pour sa fréquentation.

### Prolongement de la ligne 14

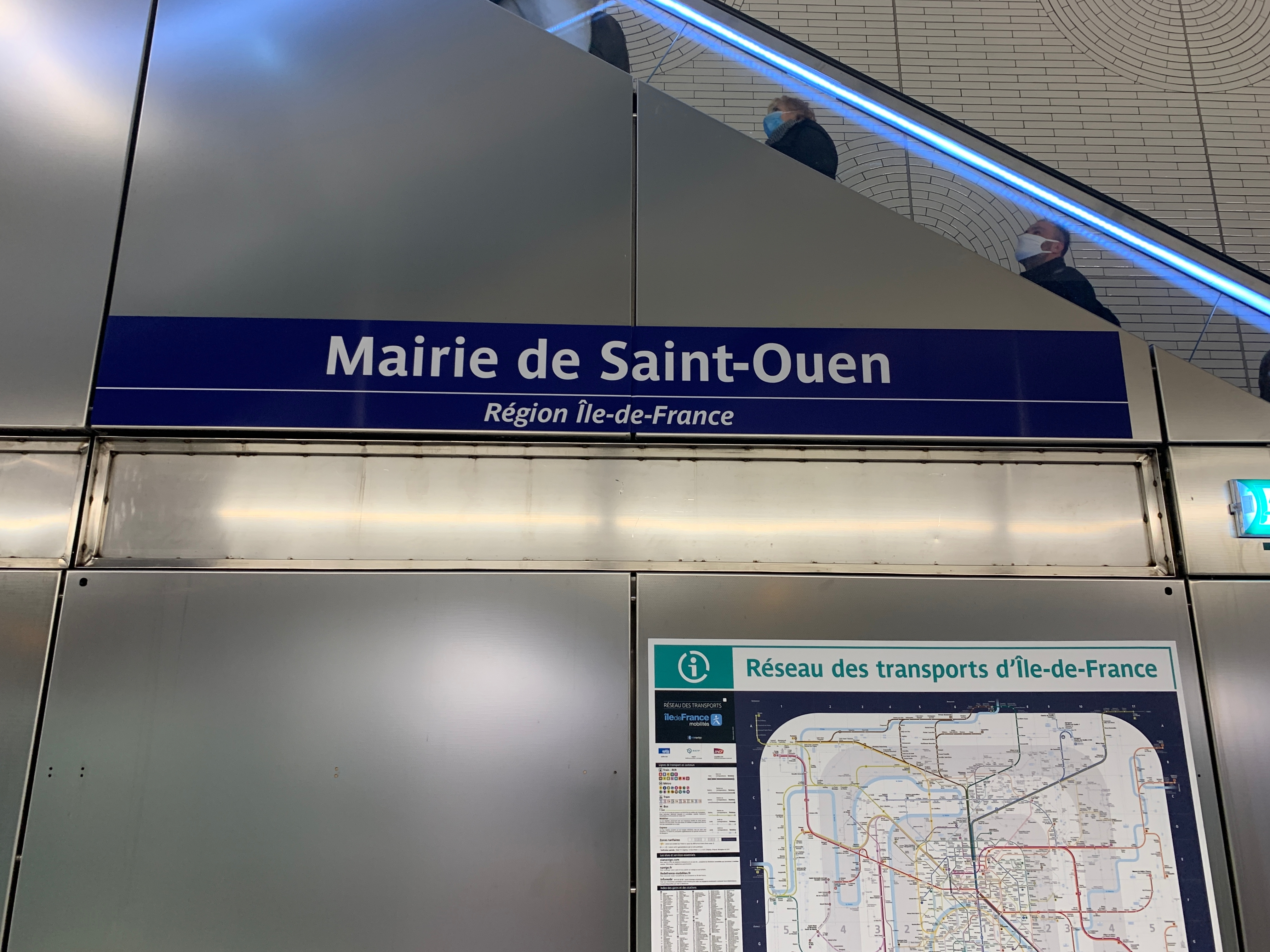
Nom de la station sur un quai portant en dessous la mention Région Île-de-France.

Fin 2020, la ligne 14 est prolongée de 5,9 km depuis Saint-Lazare jusqu'à la station. Elle est alors la première correspondance entre deux lignes du métro de Paris en dehors de la capitale. La réalisation de la station Mairie de Saint-Ouen a été confiée au groupement Bouygues TP, Solétanche Bachy France, Solétanche Bachy tunnel et CSM Bessac.
Les travaux de gros œuvre ont commencé en avril 2015. Les quais de la ligne 14 ont ouvert le 14 décembre 2020.
En 2024, la ligne 14 est prolongée jusqu'à Saint-Denis Pleyel.

#### Structure

Rosace formée par le carrelage, motif présent au sol et sur les murs de la station.

La station a une surface au plancher de 6 841 m2, une longueur de 120,5 m et une largeur de 20,65 m. Ses quais sont situés à une profondeur de 21 mètres. Elle est réalisée « en tranchée ouverte et couverture ».
La station se développe sur 5 niveaux. Le sol et les murs sont recouverts de carrelage blanc biseauté, typique du métro parisien ; toutefois, celui-ci est plus long et brillant par rapport aux aménagements traditionnellement utilisés. Ces carreaux sont d'une dimension 34:5 et sont regroupés par rectangles de 40×5 pour les murs et 31×5 pour les quais. Ce carrelage comporte aussi des rosaces de 14 lignes concentriques, nombre choisi en référence au numéro de la ligne de métro. L'éclairage est essentiellement fourni par des cercles lumineux incrustés uniformément dans le plafond.

## Services aux voyageurs

### Accès
La station dispose de cinq accès :

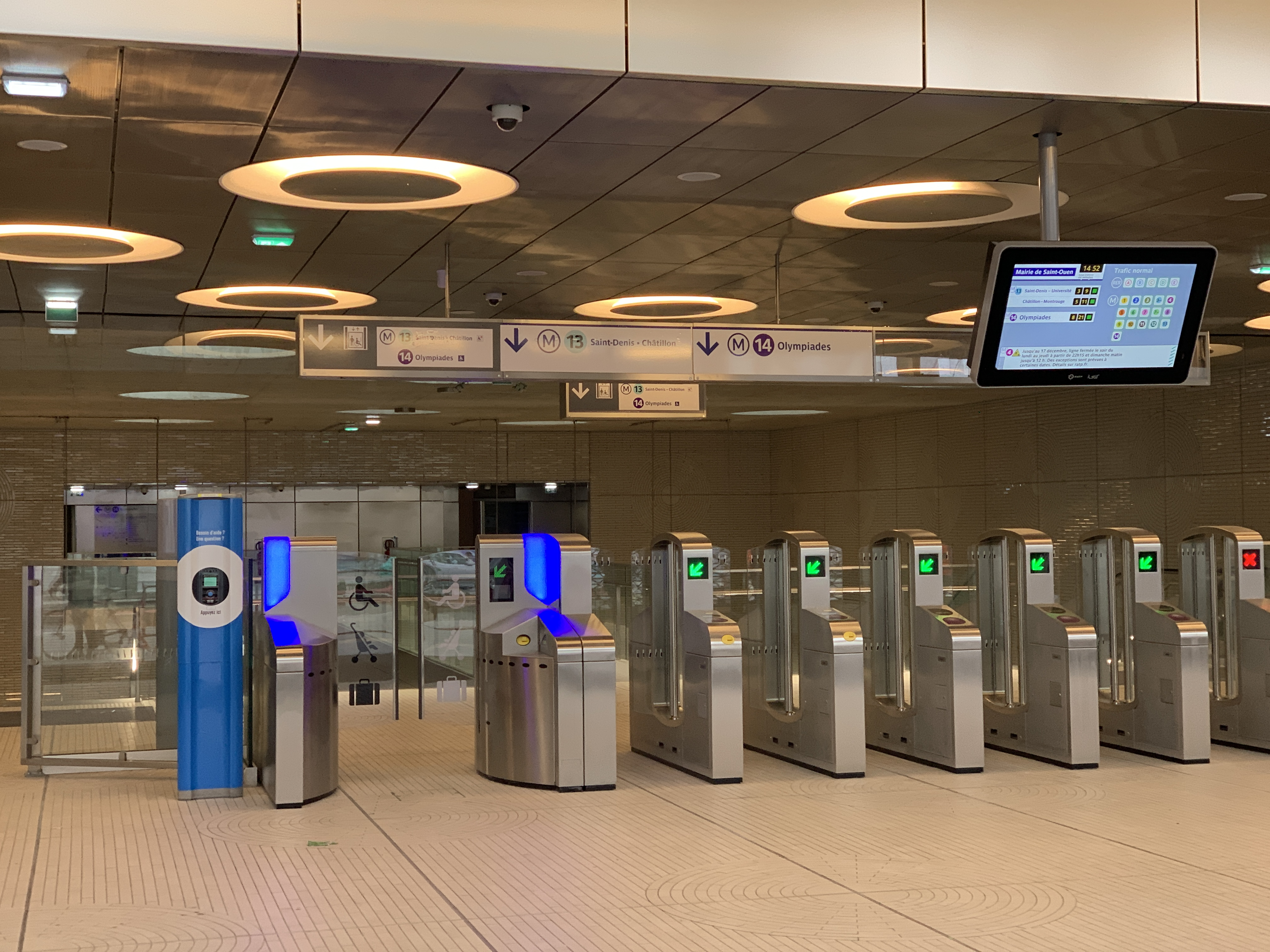
Un des accès à la station à la veille de son ouverture officielle.

- Accès no 1 « avenue Gabriel-Péri » ;
- Accès no 2 « boulevard Victor-Hugo » ;
- Accès no 3 « boulevard Jean-Jaurès » ;
- Accès no 4 « esplanade Jean-Moulin » ;
- Accès no 5 « rue Albert-Dhalenne ».

Les trois premiers accès sont situés sur la place de la République, et convergent vers la salle des billets. Ils sont complétés par un escalier mécanique qui mène directement du quai direction Saint-Denis à la voirie.
Lors de la mise en service de la ligne 14, deux autres accès ont été implantés sur le boulevard Jean-Jaurès, de part et d'autre de la rue Albert-Dhalenne. Ces 
deux accès sont implantés au rez-de-chaussée d'immeubles qui seront érigés au-dessus par la suite.

Accès à la station
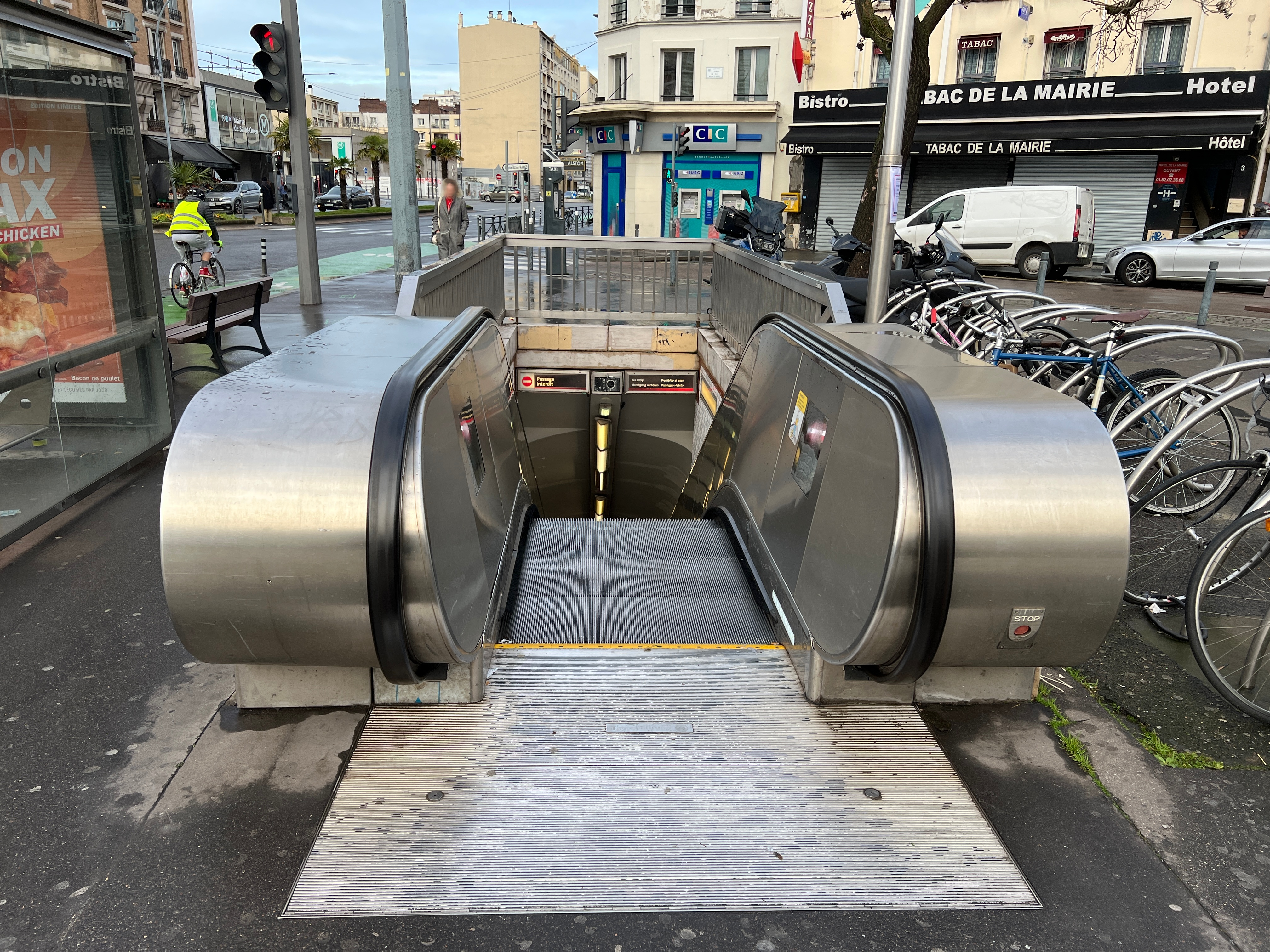
L'accès no 1 « Avenue Gabriel-Péri ».
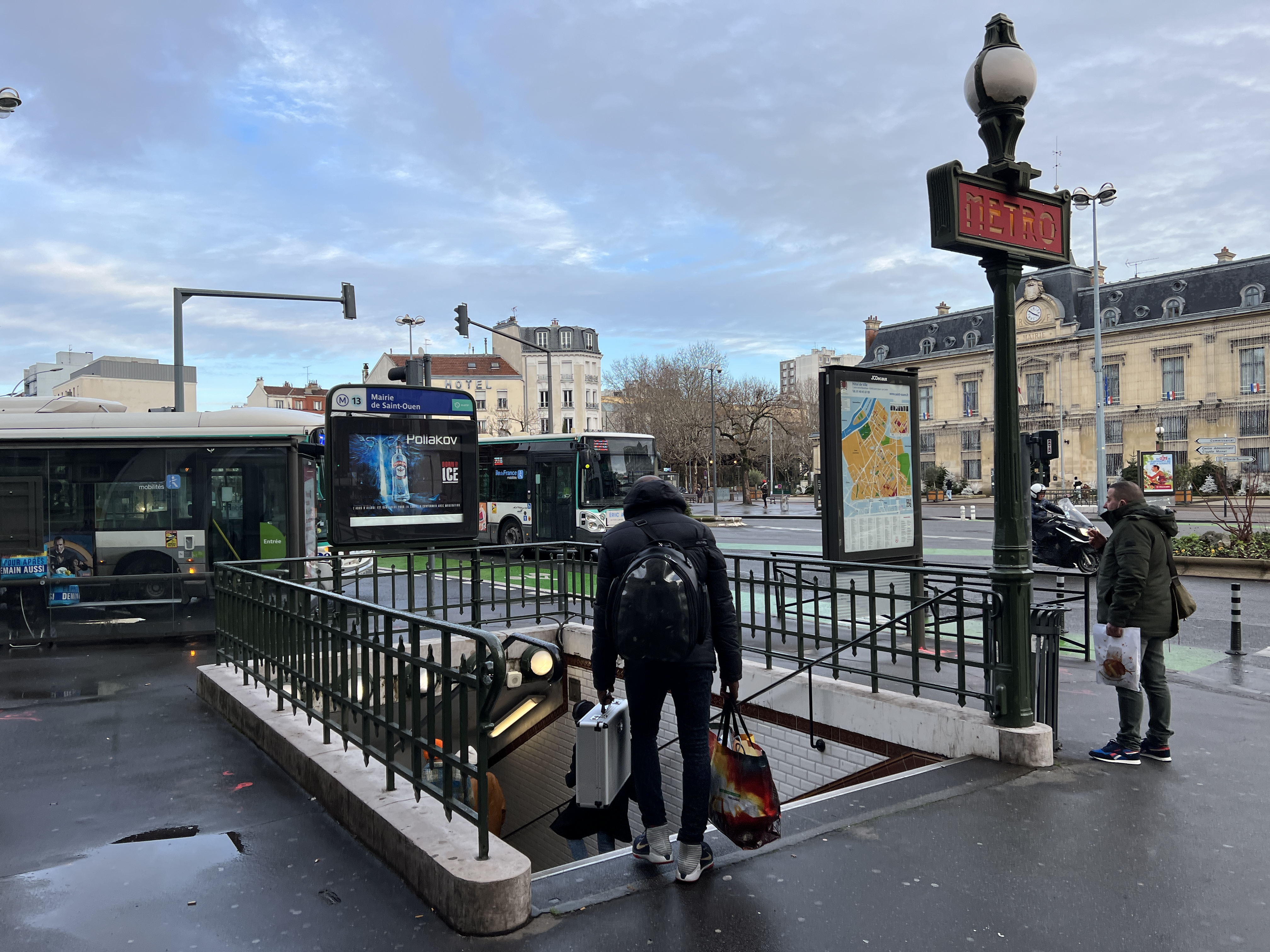
L'accès no 2 « Boulevard Victor-Hugo ».
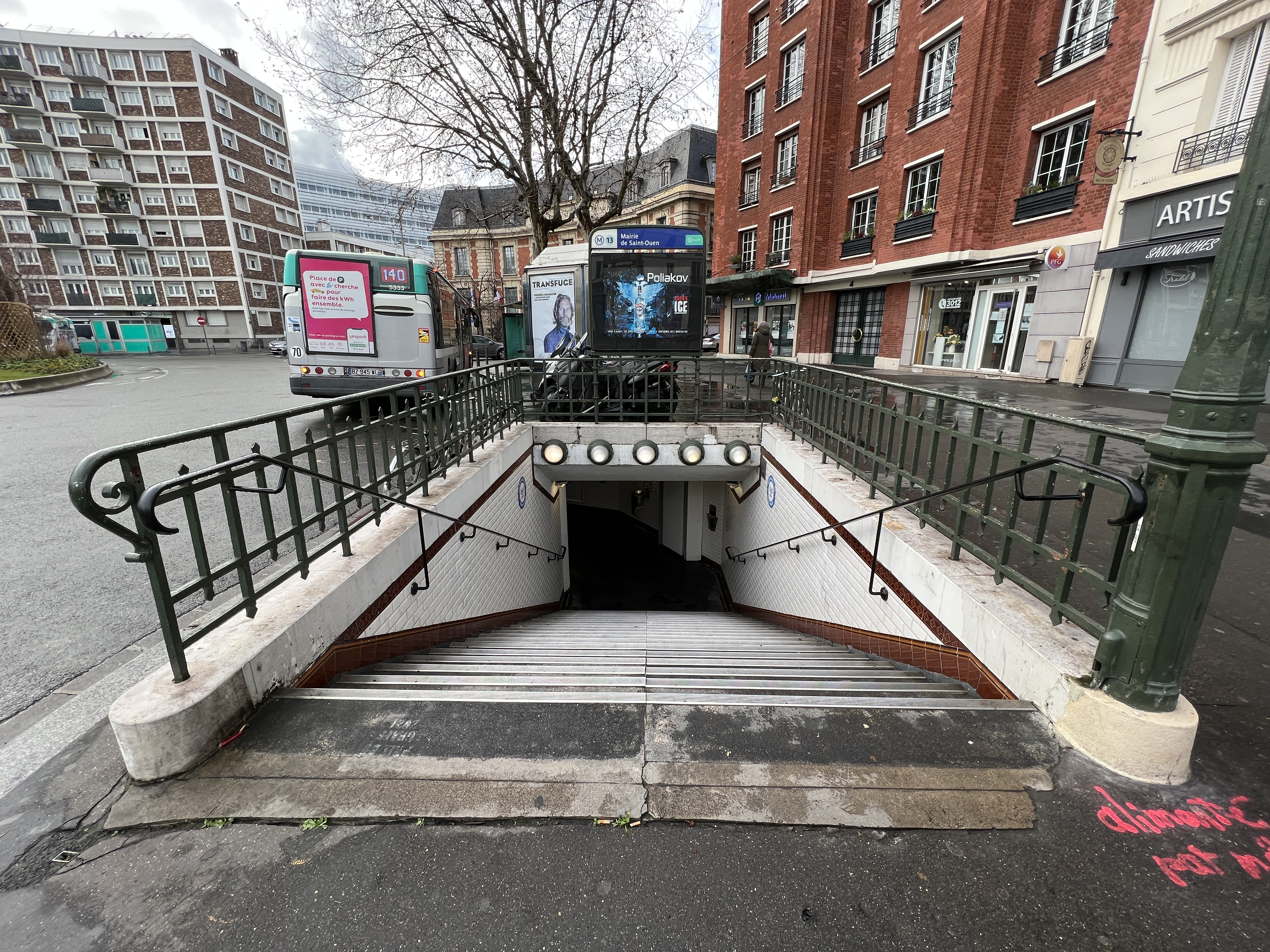
L'accès no 3 « Boulevard Jean-Jaurès ».
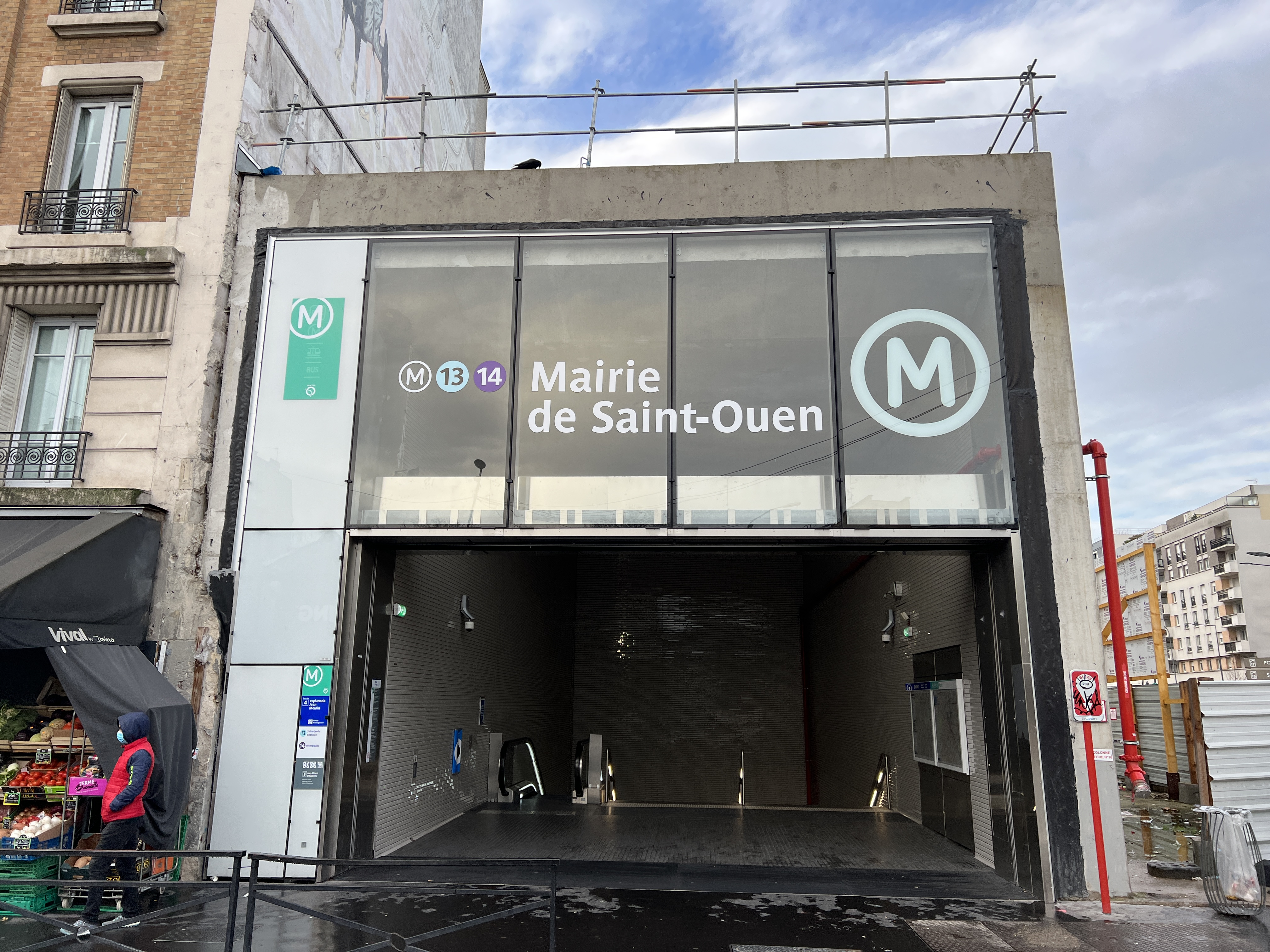
L'accès no 4 « Esplanade Jean-Moulin ».
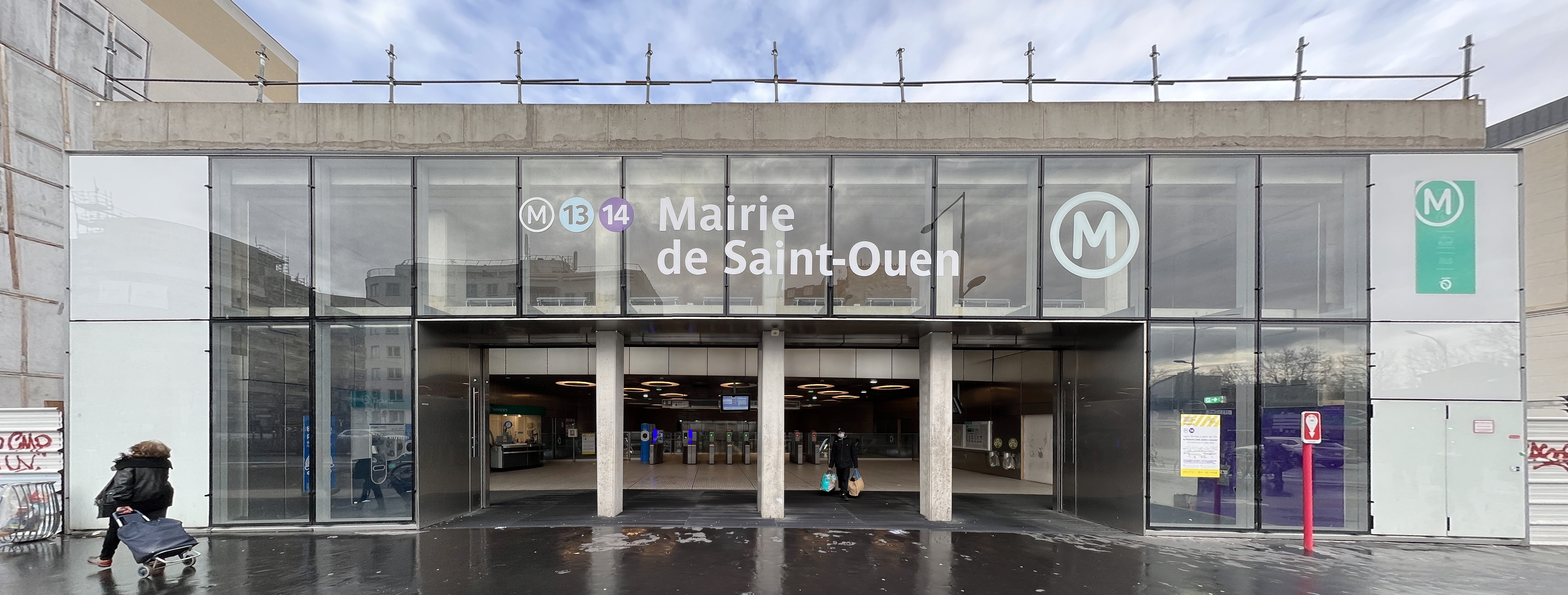
L'accès no 5 « Rue Albert-Dhalenne ».

### Quais
La station de la ligne 13 a une configuration standard : elle possède deux quais séparés par les voies du métro et la voûte est elliptique. La décoration est du style « Ouï-dire » de couleur rouge : le bandeau d'éclairage, de même couleur, est supporté par des consoles courbes en forme de faux. L'éclairage direct est blanc tandis que l'éclairage indirect, projeté sur la voûte, est multicolore. Les carreaux en céramique blancs sont plats et recouvrent les piédroits, la voûte et les tympans. Les cadres publicitaires sont rouges et cylindriques et le nom de la station est écrit avec la police de caractères Parisine sur plaques émaillées. Les quais sont équipés de sièges du style « Motte » rouges.
La station de la ligne 14 a des façades équipées de portes palières. Le sol et les murs sont recouverts de carrelage blanc biseauté.

Quais des deux lignes
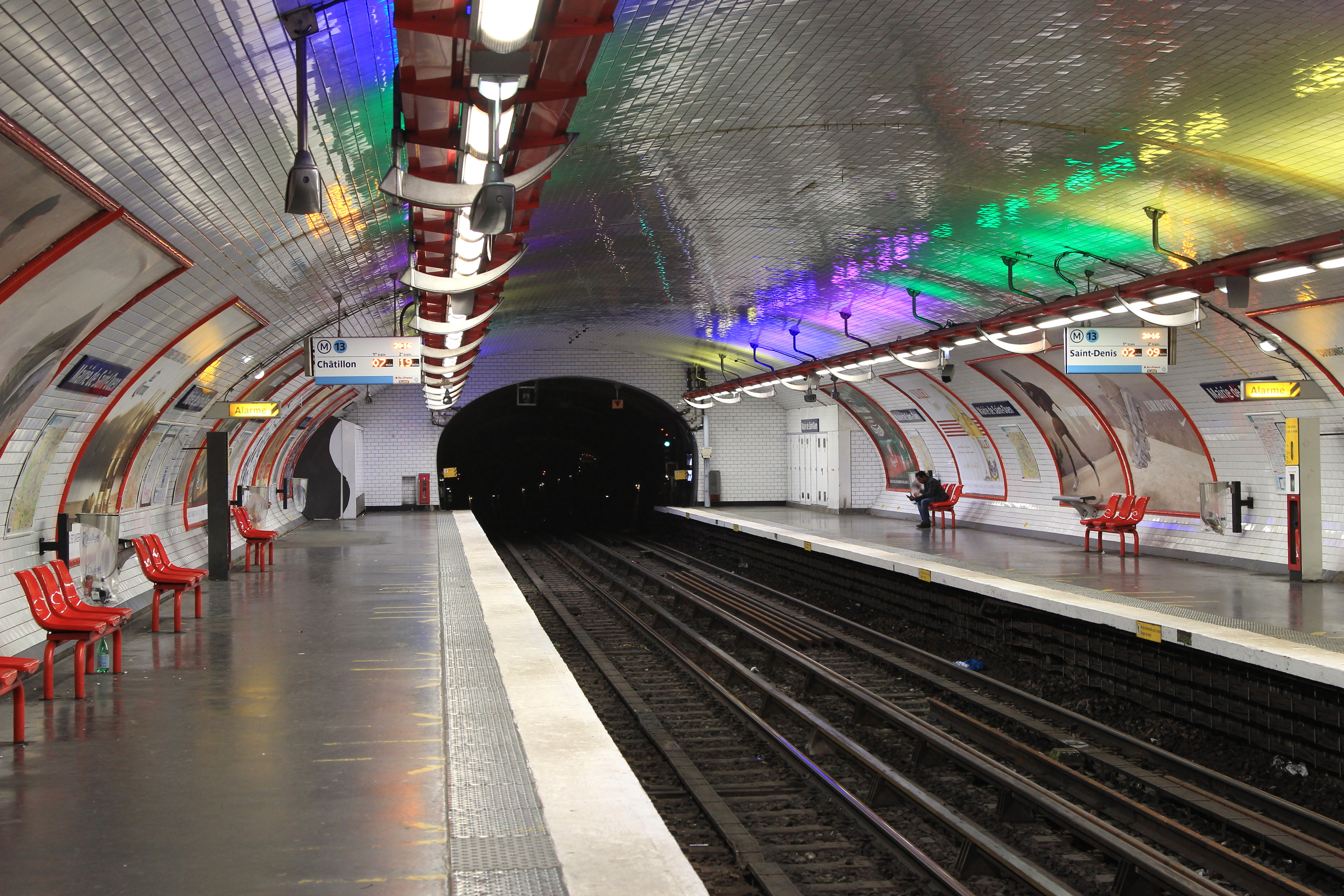
Quais de la ligne 13 vus en direction de Saint-Denis.
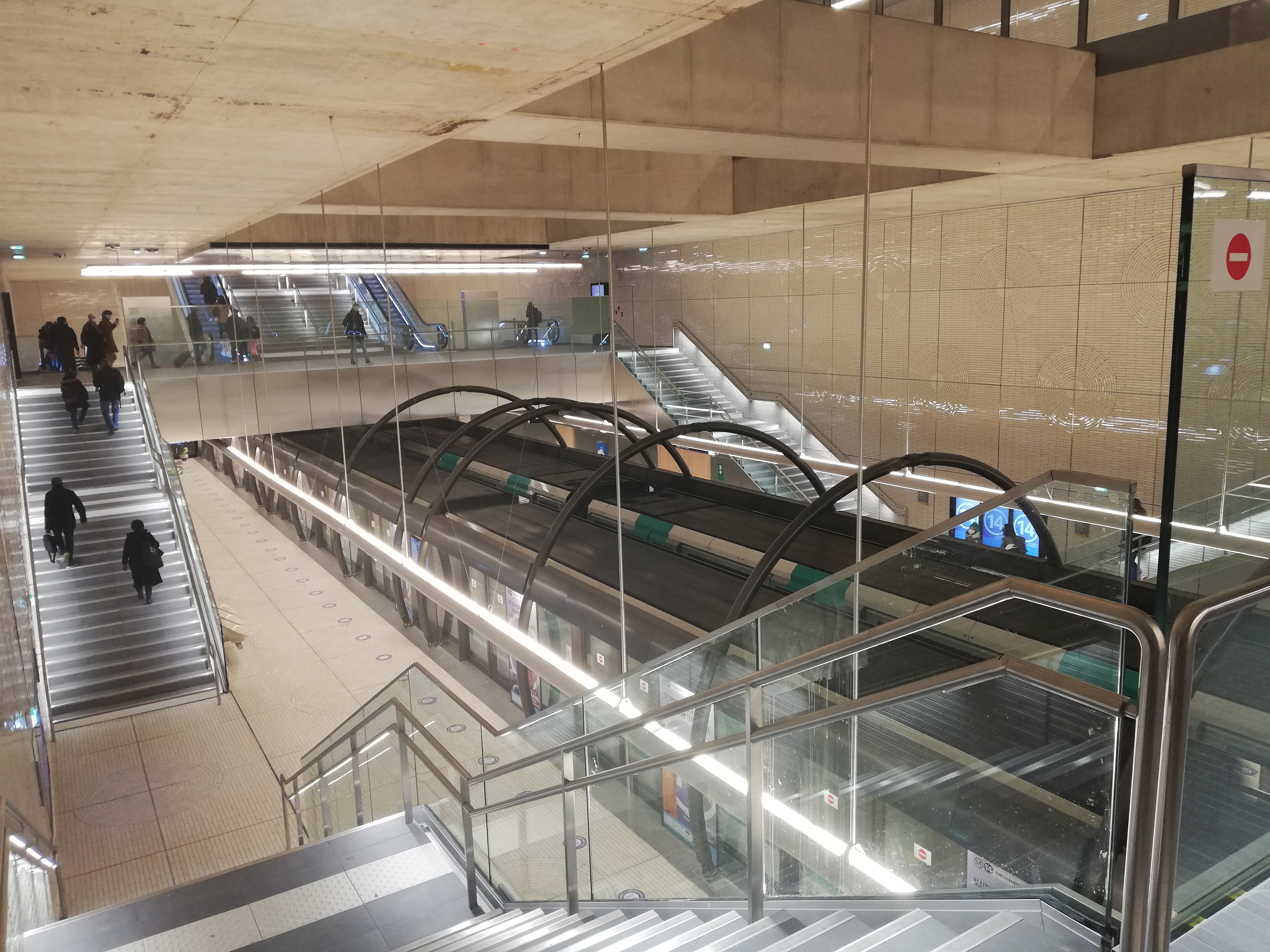
Quais de la ligne 14.

### Intermodalité
La station est desservie par les lignes 85, 137, 140, 166, 173, 237, 274 et le service urbain L'Audonienne du réseau de bus RATP et, la nuit, par les lignes N14 et N44 du réseau Noctilien.

## Projets

### Prolongement nord de la ligne 4
Le prolongement nord de la ligne 4 jusqu'aux docks de Saint-Ouen en passant par Mairie de Saint-Ouen était inscrit à la phase 1 (horizon 2007-2013) du Schéma directeur de la région Île-de-France (SDRIF), adopté par délibération du Conseil régional d'Île-de-France le 25 septembre 2008. Mais celui-ci n'a fait l'objet d'aucune étude détaillée, ni d'un plan de financement et n'est pas repris dans la version du schéma directeur à l'horizon 2030 qui a été approuvée en décembre 2013.

## À proximité
- Hôtel de ville de Saint-Ouen-sur-Seine
- Alstom Transport, siège social
- Hôtel des impôts de Saint-Ouen-sur-Seine
- Conseil régional d'Île-de-France
- Grand Parc des Docks de Saint-Ouen